# Scopula turatii
Scopula turatii là một loài bướm đêm trong họ Geometridae.